# Кольчатые попугаи
Кольчатые попугаи, или ожереловые попугаи (лат. Psittacula), — род птиц из семейства Psittaculidae.

## Внешний вид
Это очень красивые и грациозные птицы средних размеров. В длину достигают от 30 до 50 см, длина крыла 16 см. Характерным признаком этих попугаев является длинный ступенчатый хвост. Клюв округлой формы, крупный. Окраска оперения преимущественно зелёная, вокруг шеи имеется полоса в виде «ожерелья», а у некоторых видов — наподобие «галстука». Крылья у них острые и длинные. Окраски самцов и самок различаются. Все молодые попугаи окрашены, как самки. К трём годам становятся половозрелыми и приобретают характерную взрослую окраску. Ноги у этих попугаев слабые и короткие, поэтому при лазании по веткам или ходьбе по земле они используют клюв, как третью опору.

## Образ жизни
Населяют леса и культурные ландшафты. Живут стаями. Ранним утром и вечером летают на кормёжку, затем — на водопой. Между кормлениями отдыхают на густых верхушках деревьев. Питаются семенами и плодами диких и культурных растений.

## Размножение
В кладке 2—4 яйца, сидит обычно только самка, самец её кормит и охраняет гнездо. Молодые выводятся через 22—28 дней, а покидают гнездо через 6—8 недель. В сезон делают 2 выводка (у мелких видов, возможно, 3).

## Содержание
Очень популярные птицы у любителей природы. Они хорошо переносят комнатное содержание, быстро привыкают к человеку, в неволе долго живут. Могут быстро научиться произносить отдельные слова и даже фразы. Единственный их недостаток — неприятный и резкий голос. Они бывают очень крикливы, но от этого их можно отучить.

## Распространение
Обитают в Южной Азии и Восточной Африке. Некоторые виды этого рода были завезены в другие регионы, например, в Австралию и на остров Мадагаскар, где они прижились и начинают вытеснять аборигенные виды птиц с мест гнездовий и кормёжки. С начала XXI в. индийский кольчатый попугай распространился в Западной Европе как инвазивный вид.

## Классификация
Международный союз орнитологов относит к роду 16 видов, из которых 3 вымерших:
- Psittacula finschii (Hume, 1874) — Кольчатый попугай Финша
- Psittacula himalayana (R. Lesson, 1831) — Гималайский кольчатый попугай
- Psittacula roseata Biswas, 1951 — Розовоголовый кольчатый попугай
- Psittacula cyanocephala (Linnaeus, 1766) — Красноголовый кольчатый попугай
- Psittacula alexandri (Linnaeus, 1758) — Розовогрудый кольчатый попугай
- Psittacula derbiana (Fraser, 1852) — Китайский кольчатый попугай
- Psittacula longicauda (Boddaert, 1783) — Нитехвостый кольчатый попугай
- Psittacula columboides (Vigors, 1830) — Малабарский кольчатый попугай
- Psittacula calthrapae (Blyth, 1849) — Изумрудный кольчатый попугай
- Psittacula eupatria (Linnaeus, 1766) — Александров кольчатый попугай
- † Psittacula wardi (E. Newton, 1867) — Сейшельский кольчатый попугай
- Psittacula krameri (Scopoli, 1769) — Индийский кольчатый попугай
- Psittacula eques (Boddaert, 1783) — Маврикийский ожереловый попугай
  - Psittacula eques echo (A. Newton & E. Newton, 1876) — Маврикийский кольчатый попугай
- † Psittacula exsul (A. Newton, 1872) — Родригесский ожереловый попугай
- Psittacula caniceps (Blyth, 1846) — Сероголовый кольчатый попугай, или сероголовый ожереловый попугай
- † Psittacula bensoni (Holyoak, 1973)

У других систематиков перечень видов может не совпадать с выше указанным. Так, например, было доказано, что ожереловый попугай Ротшильда (Psittacula intermedia), выделявшийся ранее в отдельный вид, — естественный гибрид между гималайским (P. himalayana) и красноголовым (P. cyanocephala) кольчатыми попугаями.